# Luddenham
Luddenham – wieś w Anglii, w hrabstwie Kent, w dystrykcie Swale. Leży 24 km na wschód od miasta Maidstone i 72 km na wschód od centrum Londynu.